# Créole guyanais
Ne doit pas être confondu avec français de Guyane.
Le créole guyanais (appelé kriyòl gwiyannen dans la langue ou kréyòl gwiyanè en créole francisé) est un créole à base lexicale française parlé en Guyane, au Suriname et au Brésil, dans une partie de l'État fédéré voisin de l'Amapá. Il a été également partiellement influencé par l'anglais (exemple : chwit de sweet), le portugais (exemple : briga, dérivé du verbe brigar), l'espagnol (exemple : èstati, du mot estatua) et le néerlandais à la suite d'occupations successives[réf. souhaitée].

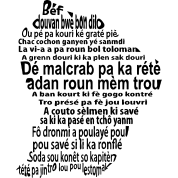
Exemples de mots en créole guyanais.

L'apport de langues africaines (notamment les langues gbe pour les structures grammaticales) et amérindiennes (vocabulaire concernant la faune et la flore) sont fondamentaux dans l'originalité de la langue.
Le créole guyanais a reçu également l'apport de quelques langues régionales telles que le breton et le charentais.
Le créole guyanais compte de nombreux mots en commun avec le créole des Antilles ; en revanche, au niveau des pronoms personnels, il présente davantage de similitudes avec les créoles de l'île Maurice, des Seychelles et de la Louisiane.
Il est devenu une véritable langue au fil du temps, toujours en constante évolution, sous l'influence du français et des langues des pays voisins (le Brésil et le Suriname). Au Brésil, il est surtout parlé dans l'État de l'Amapá, frontalier de la Guyane.

## Histoire
Le créole guyanais était une langue parlée entre les esclaves et les colons. Mais les conditions de la constitution du créole guyanais ont été assez sensiblement différentes du créole antillais, d'une part à cause des conflits entre Français, Anglais, Néerlandais, Portugais et Espagnols, et, d'autre part, des dialectes français comme le cadien ont beaucoup influencé le créole guyanais, ce qui a rendu celui-ci sensiblement différent des créoles martiniquais, haïtien, saint-lucien et guadeloupéen. Dans le territoire Brésilien de l'Amapá, frontalier avec la Guyane française, ce créole est souvent confondu avec le karipuna, un autre créole. Cependant, le créole guyanais est largement parlé et compris en Amapá.
Il existe donc en créole guyanais quelques mots en commun avec les créoles des Antilles, cependant, un certain nombre de mots les différencient sensiblement.
Par ailleurs, les Guyanais prononcent la phonème /ʁ/ comme en français de France standard, alors qu'aux Antilles, la prononciation tend plutôt à se rapprocher de la semi-voyelle [w].
| Vocabulaire | Prononciation en français chez le Guyanais | En créole guyanais | Prononciation en créole chez l'Antillais |
| ----------- | ------------------------------------------ | ------------------ | ---------------------------------------- |
| Riz         | Ri                                         | Douri              | Diri                                     |
| Dormir      | Dormir                                     | Dronmi             | Dòmi/Donmi                               |

Les pronoms-déterminants possessifs sont placés avant le nom, contrairement aux variétés antillaises :
| Français            | Ma maison   | Leurs enfants     | Sa femme          |
| ------------------- | ----------- | ----------------- | ----------------- |
| Créole guyanais     | Mo kaz      | Yé timoun         | So fanm/So madanm |
| Créole guadeloupéen | Kaz an mwen | Ti-moun a yo      | Madanm ay/Fanm ay |
| Créole martiniquais | Kay mwen    | Ti-moun yo/ich’yo | Madanm-li/Fanm-li |

## Écriture et lexique
Les voyelles sont :
- a (anwa) ; é (tchenbé) ; è (dibè) ; i  (divan); o (dilo) ; ò (chalò) ; ou
- ‹ ou › est considéré en tant que voyelle (dibout, « debout ») dans le cas d'une semi-voyelle, on écrit ‹ w ›.

Les semi-voyelles  sont :
- w (comme pour wapa ⇒ bois très résistant aux nuisibles),
- y (comme pour (ayè ⇒ hier en français),

Les voyelles nasales  sont :
- en ⇒ dipen, chyen ; an ⇒ konran, annan

Les consonnes  sont :
- b, ch, d, f, g, j, k, l, m, n, p, r, s t, v, z. (pas de : c, h, q, x).

## Comparaison du même texte[4]dans les différentes créoles à base lexicale française voisins et en français standard
| Français            | Tous les êtres humains naissent libres et égaux en dignité et en droits. Ils sont doués de raison et de conscience et doivent agir les uns envers les autres dans un esprit de fraternité. |
| Créole guyanais     | Tout moun fèt lib é égal annan dinyité ké annan drwè. Yé gen rézon ké konsyans, é divèt aji roun bay ròt kou frè ké sò.                                                                    |
| Créole guadeloupéen | Tout moun ka fèt lib bita-bita an dinyité é an dwa. Yo tini rézon épi konsyans é yo pou aji yonn ba lòt adan on lèspri a fratènité.                                                        |
| Créole martiniquais | Tout moun ka fèt lib é égal an dinyité ek an dwa. Yo ni rézon épi konsyans, é dwet aji yonn pou lòt adan an lespri di fraternite.                                                          |
| Créole saint-lucien | Tout imen ka fet lib égo an dignité épi yo dwa. Yo ni rézon ek konsyans la épi dwet aji yonn pou lot adan yonn lespri di fraternité                                                        |
| Créole haïtien      | Tout moun fèt lib e egal nan diyite ak dwa. Yo gen la rezon ak konsyans epi yo fèt pou aji youn pou lòt nan yon lespri fratenite.                                                          |
| Créole réunionnais  | Tout bann zïmin i éné lib é égo dan la dinité ek dann droi. Zot nana la rézon ek la consians é zot i doi azhi inalot dan inn lespri fraternité                                             |
| Créole mauricien    | Tou bann imin ne lib e egal dan la dinite ek dan zot drwa Zot ena kapasite pou rezone ek enn konsians ek zot bizin azir enver zot prosin dan enn lespri fraternite                         |

## Quelques proverbes créoles guyanais (dolos)
Écriture classique (écriture moderne) : traduction française (proverbe équivalent en français)
- « Roun chin pa ca couri dèyè dé zo » (Roun chyen pa ka kouri dèyè dé zo) : Un chien ne court pas après deux os (On ne court pas deux lièvres à la fois).
- « Lò poule lévé asou dizé, a manjé i ca sassé » (Lò poul lévé asou dizé, a manjé i ka sasé) : Quand la poule a fini de couver, elle cherche à manger (Tout travail mérite salaire).
- « Chin pa ca fè chat » (Chyen pa ka fè chat) : Un chien ne fait pas de chat.
- « Sa qui la pou to dileau pas ca chariél » (Sa ki la pou to dilo pa ka charyél) : ce qui doit arriver, arrivera.
- « A graine douri ca plen sac douri. » (A grenn douri ka plen sak douri.) : C'est en ajoutant des grains de riz qu'on remplit un sac (petit à petit, l'oiseau fait son nid).
- « Roun lanmen lavé ròt » (Roun lanmen lavé ròt) : Une main lave l'autre (« il faut s'entraider » ou bien « une action en efface une autre »)[5].

## Grammaire

### L'article
En créole guyanais, il n'existe pas de marque de genre féminin ou masculin. La forme de l'article est donc la même pour les noms masculins et féminins.

### L'article défini
L'article défini singulier vient s'accoler derrière le mot qu'il accompagne et en est séparé par un trait d'union.
L'article défini est a :
| chèz-a    | tab-a    |
| la chaise | la table |

ya est la marque du pluriel défini. Il est également placé après le nom :
| tab-ya     |
| les tables |

Pour les mots qui se terminent en on, an, en ou -n, on utilise yan
| Timoun-yan  |
| Les enfants |

### L'article indéfini
L'article indéfini a une forme unique, oun (également interchangeable avec roun), qui est placé avant le nom :
| Oun wonm | Oun fanm  |
| Un homme | Une femme |

En créole guyanais, l'article indéfini pluriel français « des » ne possède pas d'équivalent :
| Li ka manjé manng.    |
| Il mange des mangues. |

## Le genre
Pour désigner un animal, le sexe suit l'article :
| Oun fimèl chyen |
| Une chienne     |
| Oun mal chyen   |
| Un chien        |

## Les pronoms personnels sujets et les  déterminants possessifs
Les pronoms personnels sujets et les pronoms possessifs sont identiques sauf pour son, sa, ses-so.
Les pronoms sont toujours placés devant le verbe sauf à l'impératif. On emploiera aussi bien mo pour mon papa, mo papa, ma maman, mo manman que pour mes cousins, mo kouzen.
Les pronoms personnels en créole et français.
| créole guyanais                | français   |
| ------------------------------ | ---------- |
| mo                             | je         |
| to, ou (vouvoiement singulier) | tu / vous  |
| li, i                          | il, elle   |
| nou                            | nous       |
| zòt                            | vous       |
| yé                             | ils, elles |

Les déterminants possessifs en créole et en français.
| créole guyanais | français       |
| --------------- | -------------- |
| mo              | mon / ma / mes |
| to / ou         | ton / ta / tes |
| so              | son / sa / ses |
| nou             | notre / nos    |
| zòt             | votre / vos    |
| yé              | leur / leurs   |

Comparatif des pronoms personnels guyanais vis-à-vis des autres créoles :
| guyanais            | louisiane | grenade  | mauricien           | seychellois | réunionnais | guadeloupéen | haïtien | martiniquais | saint-lucien | dominiquais     |
| ------------------- | --------- | -------- | ------------------- | ----------- | ----------- | ------------ | ------- | ------------ | ------------ | --------------- |
| mo                  | mo        | mwen/mon | mo                  | mo/mon      | mwen/mi     | mwen/an      | mwen    | mwen/man     | mwen         | mwen/an/man/mon |
| to / ou (politesse) | to/vou    | ou       | to / ou (politesse) | ou          | ou          | ou           | ou      | ou           | ou           | ou/vou          |
| li, i               | li/ça     | i/jè     | li                  | i           | li          | i            | li      | i            | i            | i               |
| nou                 | nou       | nou      | nou                 | nou         | nou         | nou          | nou     | nou          | nou          | nou             |
| zòt                 | vou/zòt   | zòt      | zòt                 | zòt         | zòt         | zò           | zòt     | zòt          | zòt          | zòt/zò          |
| yé                  | yé        | yé       | zòt                 | zòt         | zòt         | yo           | yo      | yo           | yo           | yo              |

## Quelques mots en créole
| Français                   | Créole                     | Prononciation                                     |
| -------------------------- | -------------------------- | ------------------------------------------------- |
| se débattre (débrouillard) | djoubaté                   | djou-ba-té                                        |
| une chose                  | bèt-a                      | bè-ta                                             |
| ciel                       | syèl-a                     | syè-la                                            |
| pleurer                    | kriyé                      | kri-yé                                            |
| crier                      | rélé                       | ré-lé                                             |
| seulement                  | rounso                     | roun-so                                           |
| eau                        | dilo                       | di-lo                                             |
| devant                     | divan                      | di-van                                            |
| feu                        | difé                       | di-fé                                             |
| terre                      | latè                       | la-tè                                             |
| homme                      | wonm                       | ou-on-m (en une seule syllabe)                    |
| monsieur                   | mouché                     | mou-ché                                           |
| gars                       | boug                       | bou-g                                             |
| femme                      | fanm                       | fan-m                                             |
| garçon                     | tiboug                     | ti-bou-g                                          |
| fille                      | tifi                       | ti-fi                                             |
| enfant                     | timoun                     | ti-mou-n                                          |
| manger                     | manjé                      | man-jé                                            |
| boire                      | bwè                        | bouè (synérèse)                                   |
| vouloir                    | lé                         | lé                                                |
| devoir (obligation)        | divèt                      | di-vè-t                                           |
| devoir (dette)             | dévé                       | dé-vé                                             |
| grand                      | gran                       |                                                   |
| petit                      | piti / ti                  |                                                   |
| adulte d'un certain âge    | granmoun                   | gran-mou-n                                        |
| nuit                       | lannwit                    | lan-nwi-t                                         |
| je préfère celui-ci        | mo miyò sa-la              | mo mi-yò sa la                                    |
| jour                       | jou                        | jou                                               |
| se promener                | pronmennen                 | pron-men-nen                                      |
| promenade                  | pronmnen                   | (pron-m)-(nen)                                    |
| mal élevé                  | malélvé                    | ma-lél-vé                                         |
| coup / coup de poing       | tchòk                      |                                                   |
| frappe-le                  | bay li (fouté l'oun tchòk) |                                                   |
| avoir                      | gen / gannyen              | gen comme gain/ gan-nyen                          |
| savoir                     | savé                       | sa-vé                                             |
| dans                       | landan, annan              | lan-dan, an-nan                                   |
| dedans                     | andidan, ofon              | an-di-dan, o-fon                                  |
| dehors                     | dérò                       | dé-rò                                             |
| sur                        | asou                       | a-sou                                             |
| en l'air                   | anlè                       | an-lè                                             |
| eux                        | yé                         | yé                                                |
| parole                     | palò                       | pa-lò le "ò" se prononce comme le "o" du mot "or" |
| moi, je                    | mo                         | mo comme mots                                     |
| toi, tu                    | to                         | Se prononce comme le tôt français                 |
| il / elle                  | li                         |                                                   |
| nous                       | nou                        |                                                   |
| vous                       | zòt                        |                                                   |
| ils / elles                | yé                         |                                                   |

## Le GEREC
Le Groupe d'études et de recherches en espace créolophone (GEREC) fondé en 1975 par le Pr Jean Bernabé, regroupe des chercheurs travaillant sur la langue, la culture et les populations créoles (Martinique, Guadeloupe, Guyane, etc.), avec un regard spécifique sur les créoles à base lexicale française et sur l'aire francophone. Le GEREC produit des travaux concernant l'écriture du créole, notamment une famille de normes concernant sa graphie, qui fait référence depuis 1976[réf. souhaitée].

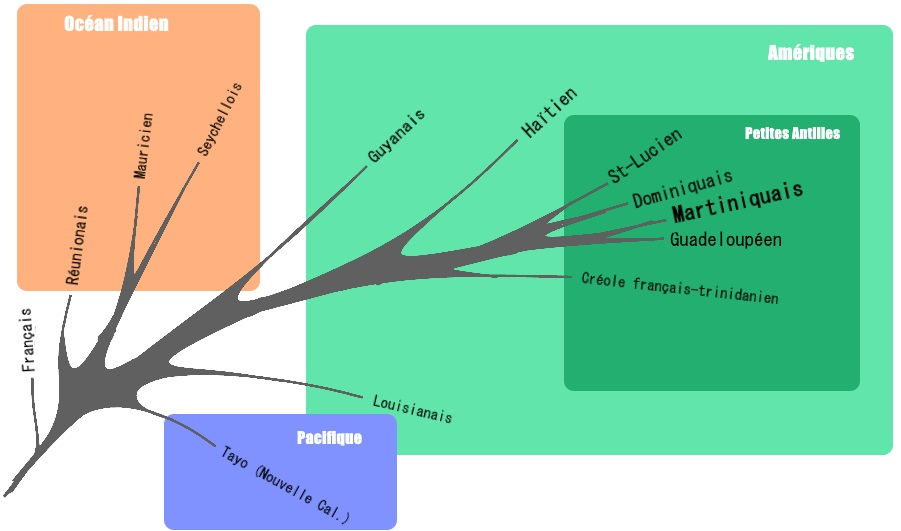
Parenté entre créoles à base lexicale française.